# Otto Glaser (Schauspieler)
Otto Glaser (* 8. April 1890; † 18. Juli 1956) war ein österreichischer Schauspieler.
Glaser arbeitete zunächst am Theater und wirkte später in zahlreichen Filmen mit.

## Filmographie (Auswahl)
- 1931: Stürmisch die Nacht
- 1936: Der Postillon von Lonjumeau
- 1936: Der König lächelt – Paris lacht
- 1937: Liebling der Matrosen
- 1939: Hotel Sacher
- 1939: Das Glück von nebenan
- 1940: Das jüngste Gericht
- 1941: So gefällst Du mir
- 1941: Oh, diese Männer
- 1943: Reisebekanntschaft
- 1943: Schwarz auf Weiß
- 1944: Schrammeln
- 1949: Höllische Liebe
- 1951: Du bist die schönste für mich!
- 1951: Zwei in einem Auto
- 1953: Wetterleuchten am Dachstein
- 1954: Hochstaplerin der Liebe
- 1955: Das Mädchen vom Pfarrhof